# Dassari (Bénin)
Pour les articles homonymes, voir Dassari.
Dassari est l'un des six arrondissements de la commune de Matéri dans le département de l'Atacora au Bénin. Il est situé à proximité de la frontière avec le Burkina Faso et du parc national de la Pendjari, dont le village de Porga constitue l'un des points d'entrée.

## Géographie
L'arrondissement de Dassari est situé au nord-ouest du Bénin et compte 11 villages que sont Dassari, Firihoun, Nagassega, Ouriyori, Porga, Pouri, Satchndiga, Tankouari, Tetonga, Tigniga et Tihoun.

### Climat
Dassari possède un climat de savane de type Aw selon la classification de Köppen. Les précipitations sont d'environ 1 018 mm par an, beaucoup plus abondantes en été qu'en hiver. La température moyenne annuelle y est de 26,8 °C.

### Population
Lors du recensement de 2002 (RGPH3), Dassari comptait 19 649 habitants. Lors du recensement suivant (RGPH4 en 2013), 27 648 personnes y ont été dénombrées.

## Végétation

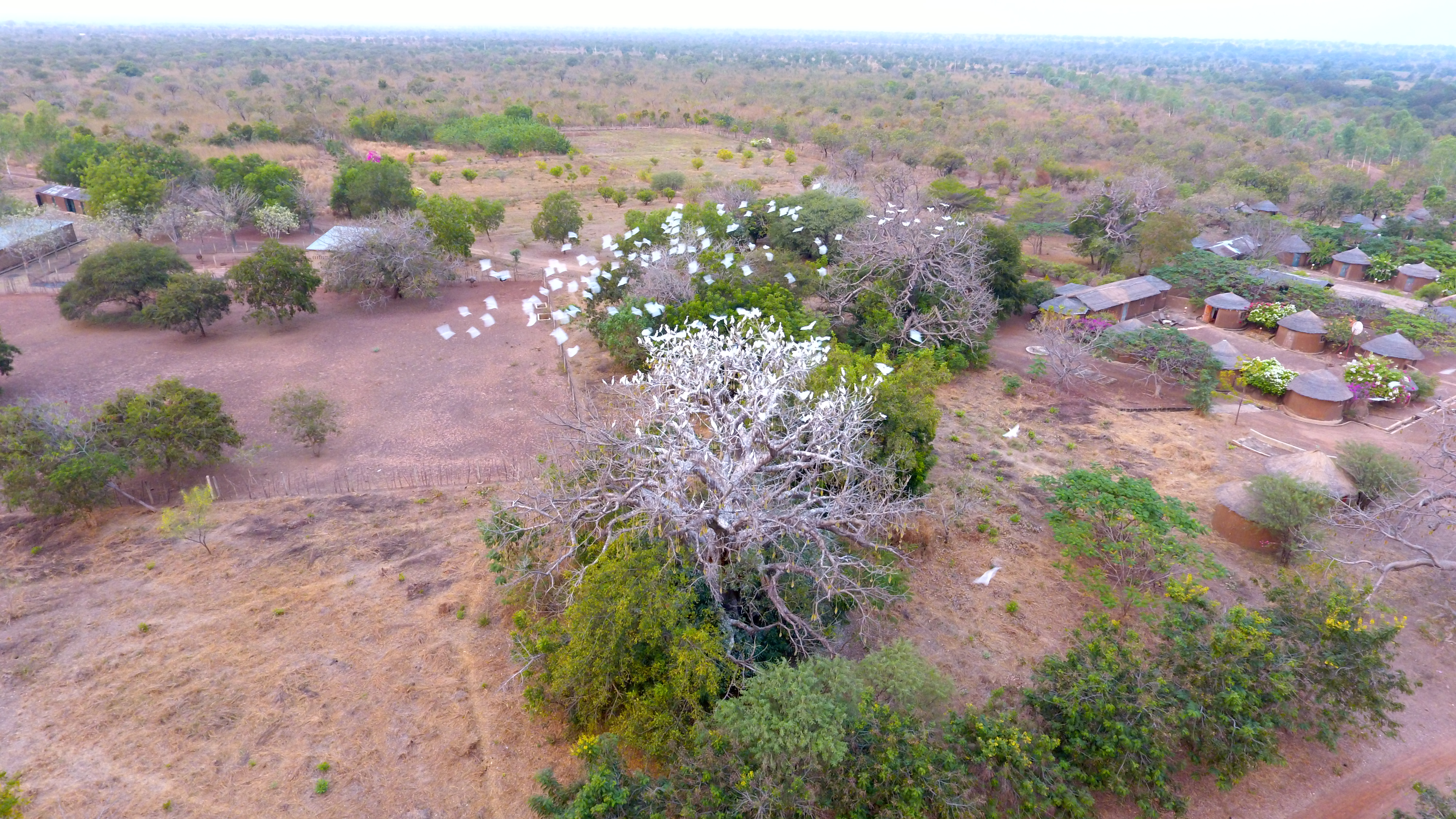
Paysage autour de la ferme d'élevage de Tatagtou.

Le couvert végétal de la commune de Matéri, clairsemé, est fait de savane arborée et arbustive. Le phénomène de désertification est particulièrement marqué sur le territoire de l'arrondissement de Dassari.

## Économie

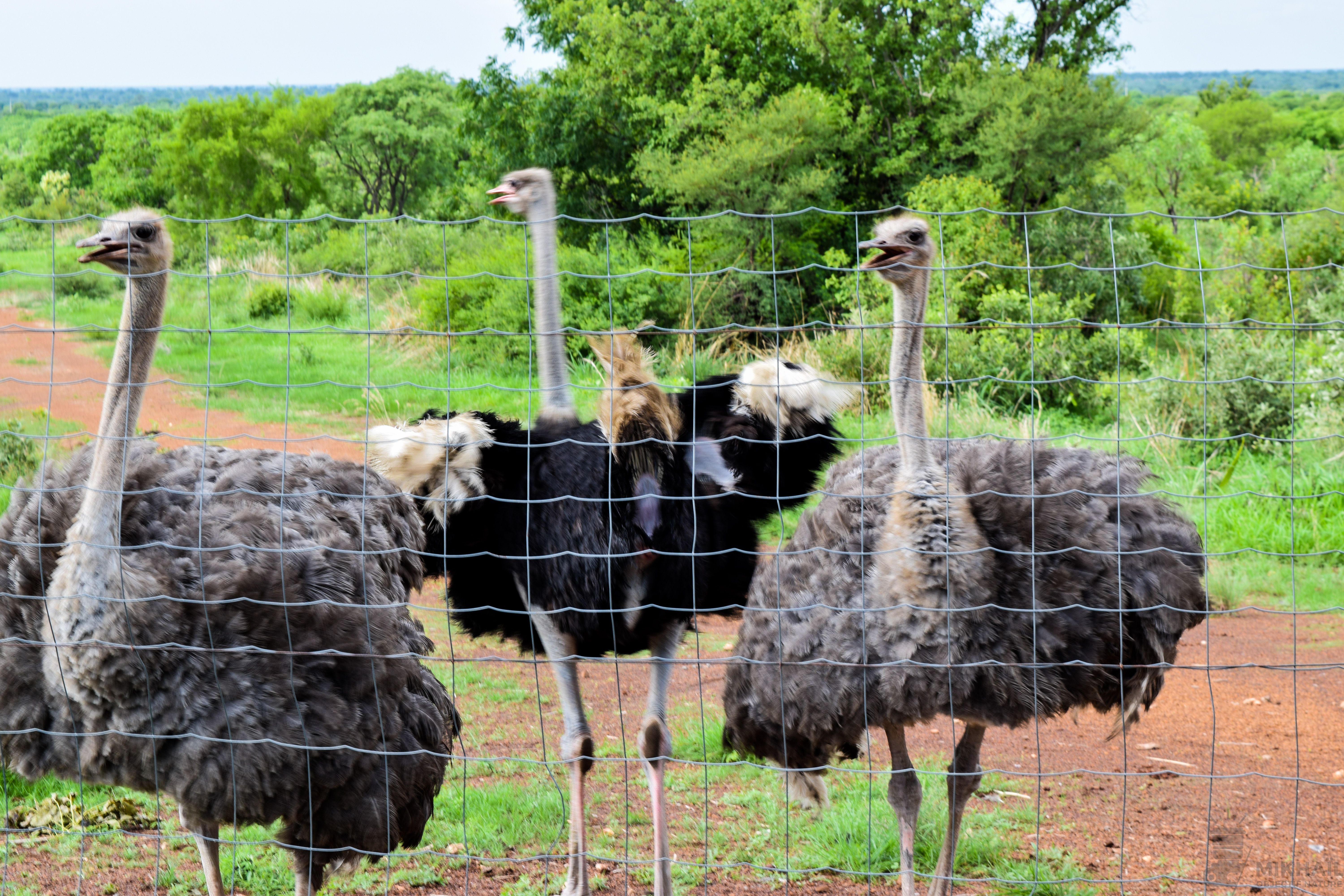
Au centre, Struthio molybdophanes, avec ses plumes blanches caractéristiques.

Dans le cadre d'une politique de diversification agricole et de promotion de l'élevage d'espèces animales non conventionnelles, une ferme privée d'élevage d'autruches a été créée à Tatagtou en 1998, puis véritablement lancée en 2003. Sur une superficie de 300 hectares, où la végétation dominante est constituée des arbres Isoberlinia doka et Isoberlinia tomentosa, ainsi que de la graminée Andropogon gayanus, on élève des autruches, Struthio camelus et Struthio molybdophanes.

## Galerie de photos

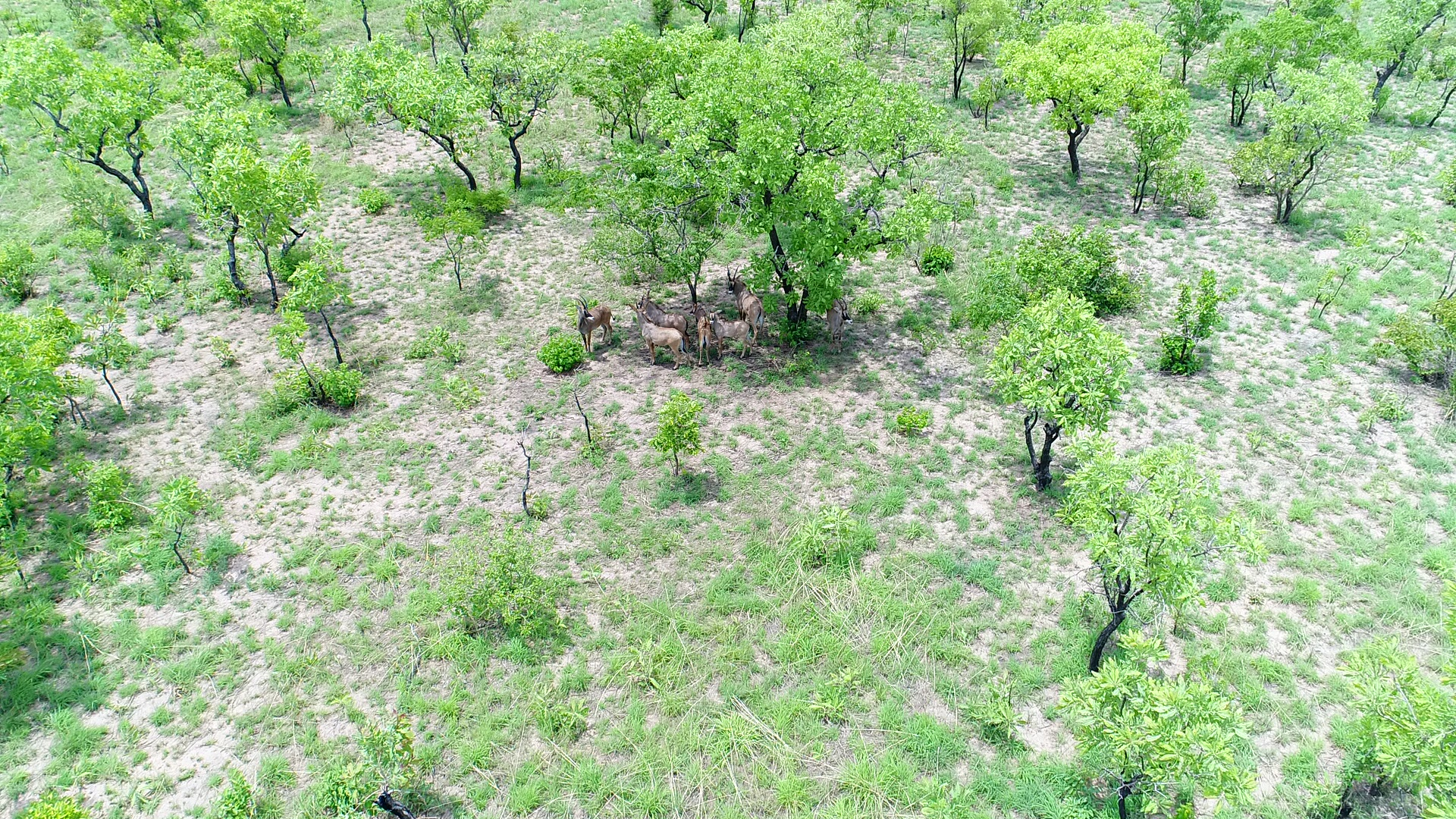
Hippotragues(Hippotragus_equinus) à Dassari
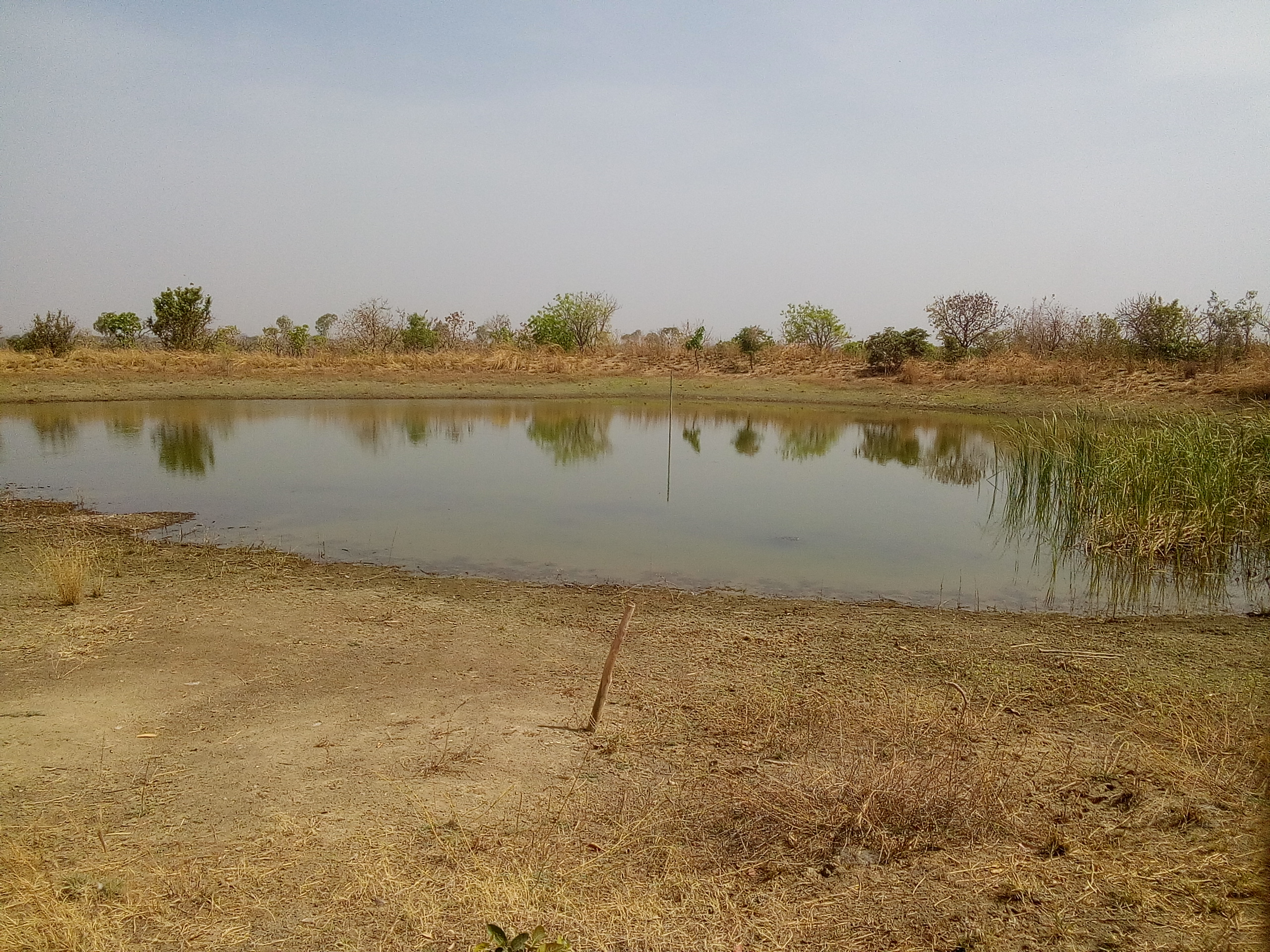
La mare Milo observée dans la ferme tatagtou à Dassari
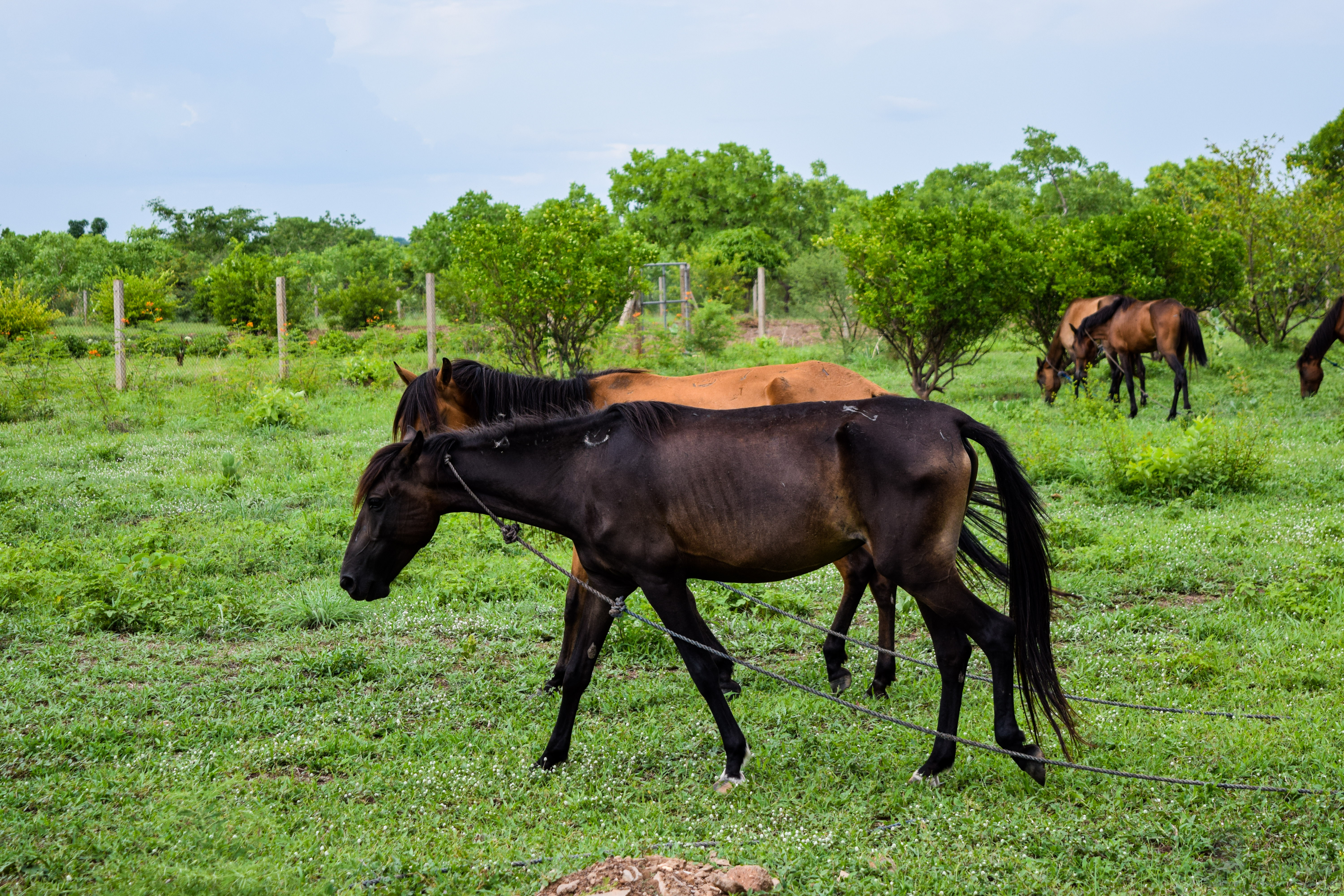
Chevaux races locales dans le ranch de Tagatatatou à Dassari (Tanguiéta)